# Chloroclystis rotundaria
Chloroclystis rotundaria är en fjärilsart som beskrevs av Swinhoe 1902. Chloroclystis rotundaria ingår i släktet Chloroclystis och familjen mätare. Inga underarter finns listade i Catalogue of Life.